# Freestyleskiën op de Olympische Winterspelen 2022 - Halfpipe vrouwen
Het onderdeel halfpipe voor vrouwen tijdens de Olympische Winterspelen 2022 vond plaats op 17 en 18 februari 2022 in het Genting Snow Park nabij Peking. Regerend olympisch kampioene was de Canadese Cassie Sharpe.

## Tijdschema
| Datum       | Lokale tijd | MET   | Ronde        |
| ----------- | ----------- | ----- | ------------ |
| 17 februari | 09:30       | 02:30 | Kwalificatie |
| 18 februari | 09:30       | 02:30 | Finale       |

## Uitslag

### Kwalificatie
Q — Gekwalificeerd voor de finale
| #  | Bib | Naam               | Land             | 1e run | 2e run | Beste | Opm. |
| -- | --- | ------------------ | ---------------- | ------ | ------ | ----- | ---- |
| 1  | 1   | Eileen Gu          | China            | 93,75  | 95,50  | 95,50 | Q    |
| 2  | 3   | Rachael Karker     | Canada           | 88,50  | 89,50  | 89,50 | Q    |
| 3  | 8   | Kelly Sildaru      | Estland          | 87,50  | DNS    | 87,50 | Q    |
| 4  | 2   | Zoe Atkin          | Groot-Brittannië | 85,25  | 86,75  | 86,75 | Q    |
| 5  | 6   | Zhang Kexin        | China            | 77,50  | 86,50  | 86,50 | Q    |
| 6  | 4   | Cassie Sharpe      | Canada           | 86,25  | 79,00  | 86,25 | Q    |
| 7  | 9   | Li Fanghui         | China            | 84,75  | 19,25  | 84,75 | Q    |
| 8  | 7   | Brita Sigourney    | Verenigde Staten | 80,50  | 84,50  | 84,50 | Q    |
| 9  | 5   | Hanna Faulhaber    | Verenigde Staten | 84,25  | 82,00  | 84,25 | Q    |
| 10 | 12  | Carly Margulies    | Verenigde Staten | 79,00  | 82,25  | 82,25 | Q    |
| 11 | 15  | Amy Fraser         | Canada           | 75,25  | 75,75  | 75,75 | Q    |
| 12 | 13  | Sabrina Cakmakli   | Duitsland        | 71,50  | 36,50  | 71,50 | Q    |
| 13 | 10  | Devin Logan        | Verenigde Staten | 71,00  | 62,00  | 71,00 |      |
| 14 | 17  | Alexandra Glazkova | Russische ploeg  | 67,00  | 69,25  | 69,25 |      |
| 15 | 14  | Saori Suzuki       | Japan            | 68,75  | 66,25  | 68,75 |      |
| 16 | 16  | Wu Meng            | China            | 12,50  | 67,75  | 67,75 |      |
| 17 | 20  | Kim Da-eun         | Zuid-Korea       | 44,50  | 45,50  | 45,50 |      |
| 18 | 18  | Chloe McMillan     | Nieuw-Zeeland    | 41,75  | 43,50  | 43,50 |      |
| 19 | 21  | Anja Barugh        | Nieuw-Zeeland    | 38,50  | 12,25  | 38,50 |      |
| 20 | 11  | Jang Yu-jin        | Zuid-Korea       | 3,75   | 4,25   | 4,25  |      |

### Finale
| #      | Bib | Naam             | Land             | 1e run | 2e run | 3e run | Beste |
| ------ | --- | ---------------- | ---------------- | ------ | ------ | ------ | ----- |
| Goud   | 1   | Eileen Gu        | China            | 93,25  | 95,25  | 30,00  | 95,25 |
| Zilver | 4   | Cassie Sharpe    | Canada           | 89,00  | 90,00  | 90,75  | 90,75 |
| Brons  | 3   | Rachael Karker   | Canada           | 87,75  | 85,25  | 38,00  | 87,75 |
| 4      | 8   | Kelly Sildaru    | Estland          | 80,25  | 87,00  | 85,00  | 87,00 |
| 5      | 9   | Li Fanghui       | China            | 81,75  | 86,50  | 16,75  | 86,50 |
| 6      | 5   | Hanna Faulhaber  | Verenigde Staten | 85,25  | 84,50  | 19,00  | 85,25 |
| 7      | 6   | Zhang Kexin      | China            | 78,75  | 25,75  | 3,25   | 78,75 |
| 8      | 15  | Amy Fraser       | Canada           | 75,25  | 35,75  | 11,00  | 75,25 |
| 9      | 2   | Zoe Atkin        | Groot-Brittannië | 18,75  | 10,75  | 73,25  | 73,25 |
| 10     | 7   | Brita Sigourney  | Verenigde Staten | 70,75  | 60,00  | 12,25  | 70,75 |
| 11     | 12  | Carly Margulies  | Verenigde Staten | 24,75  | 1,75   | 61,00  | 61,00 |
| 12     | 13  | Sabrina Cakmakli | Duitsland        | 40,00  | 54,00  | 42,75  | 54,00 |